# برنارد هاگز
برنارد هاگز (انگلیسی: Barnard Hughes; ۱۶ ژوئیهٔ ۱۹۱۵ – ۱۱ ژوئیهٔ ۲۰۰۶) یک بازیگر سینما، و هنرپیشه اهل ایالات متحده آمریکا بود. وی بین سال‌های ۱۹۳۹ تا ۲۰۰۰ میلادی فعالیت می‌کرد.
از فیلم‌ها یا برنامه‌های تلویزیونی که وی در آن نقش داشته‌است، می‌توان به کابوی نیمه‌شب، دکتر هالیوود، مکسی و همگی در خانواده اشاره کرد.